# Берре Фалкум-Гансен
Берре Фалкум-Гансен (норв. Børre Falkum-Hansen, 13 серпня 1919 — 24 червня 2006) — норвезький яхтсмен.
Срібний призер Олімпійських Ігор 1952 року в класі 5,5 метра.